# Череш
Чере́ш — село в Україні, у Чудейській сільській громаді Чернівецького району Чернівецької області.

## Географія
На південно-східній околиці села річка Фундоя впадає у Малий Серет.
У селі струмок Обнина-Маре впадає у Малий Серет.

## Історія
За переписом 1900 року в селі «Чиреш» було 208 будинків, проживали 1025 мешканців (43 українці, 841 румун, 124 німці та 17 осіб інших національностей). А також були 3 фільварки сумарною площею 2267 га, на території яких було 46 будинків і проживали 333 мешканці (156 українців, 62 румуни, 39 німців та 76 поляків).

## Населення

### Мова
Розподіл населення за рідною мовою за даними перепису 2001 року:
| Мова            | Кількість | Відсоток |
| --------------- | --------- | -------- |
| румунська       | 986       | 71.76%   |
| українська      | 353       | 25.68%   |
| російська       | 28        | 2.04%    |
| польська        | 3         | 0.22%    |
| білоруська      | 2         | 0.15%    |
| інші/не вказали | 2         | 0.15%    |
| Усього          | 1374      | 100%     |

## Видатні уродженці
- Опаїц Аркадій Сильвестрович — Заслужений працівник культури України. Румунський поет і громадський діяч, член Спілок письменників Румунії і Молдови. Народився 02.02. 1948 р. у с. Череш Сторожинецького району. Навчався на філологічному факультеті Чернівецького держуніверситету та юридичному Одеського університету. Вчителював. Обирався головою Чернівецького обласного товариства культури ім. М. Емінеску на Буковині. Автор збірок поезій: «Полудень вулкану Етна», «Рим без мене», «Чорна вдова», «Реанімаційна палата» (укр. переклад Т. Севернюк), «Один і множина». Нагороджений Президентом Республіки Молдова медаллю «Міхай Емінеску».

## Перебували
- Леонтій Ілля Корнелійович (1975—2014) — старший солдат Збройних сил України, учасник російсько-української війни.

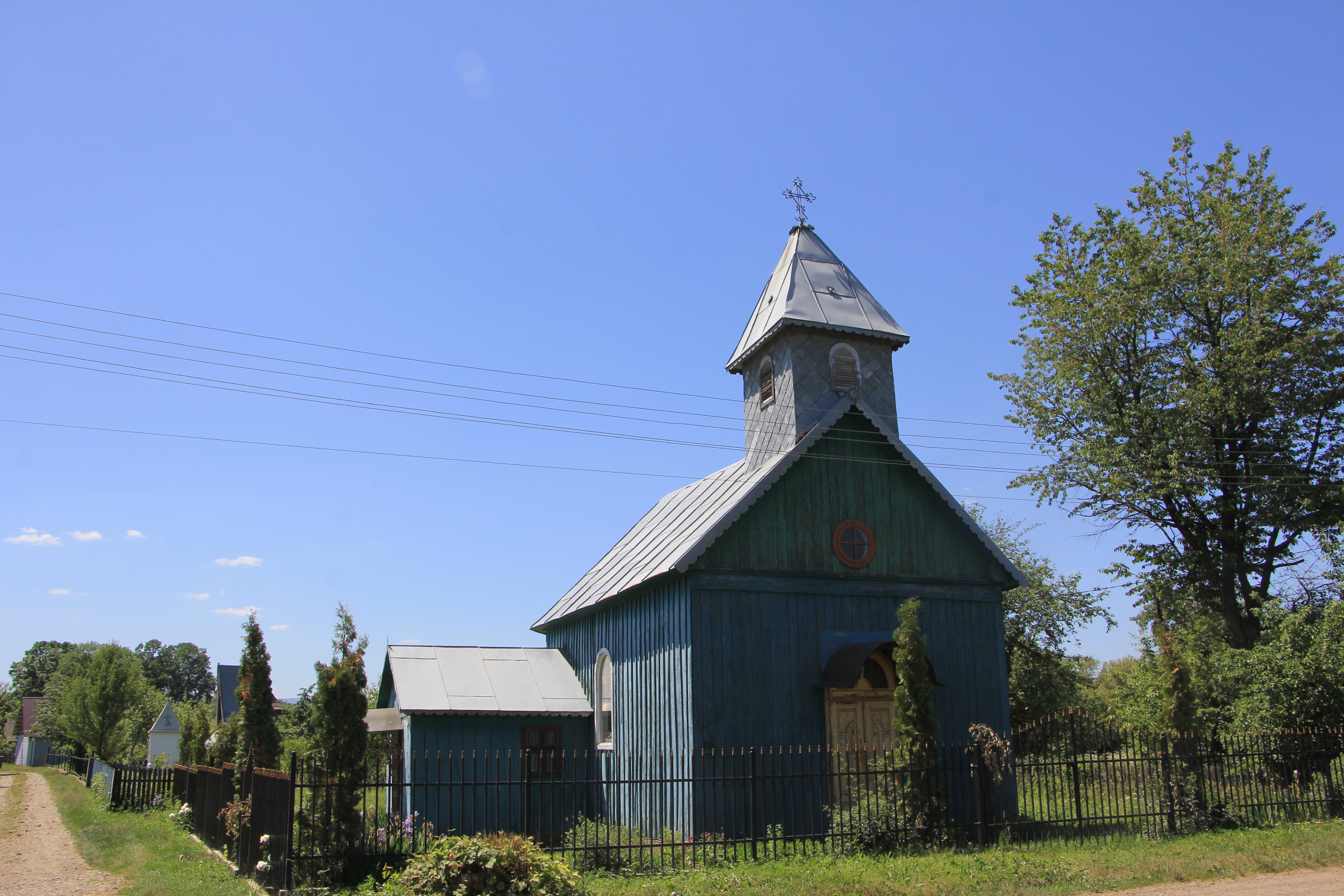
Костел Свв. ап. Петра і Павла 1930-і  с. Череш
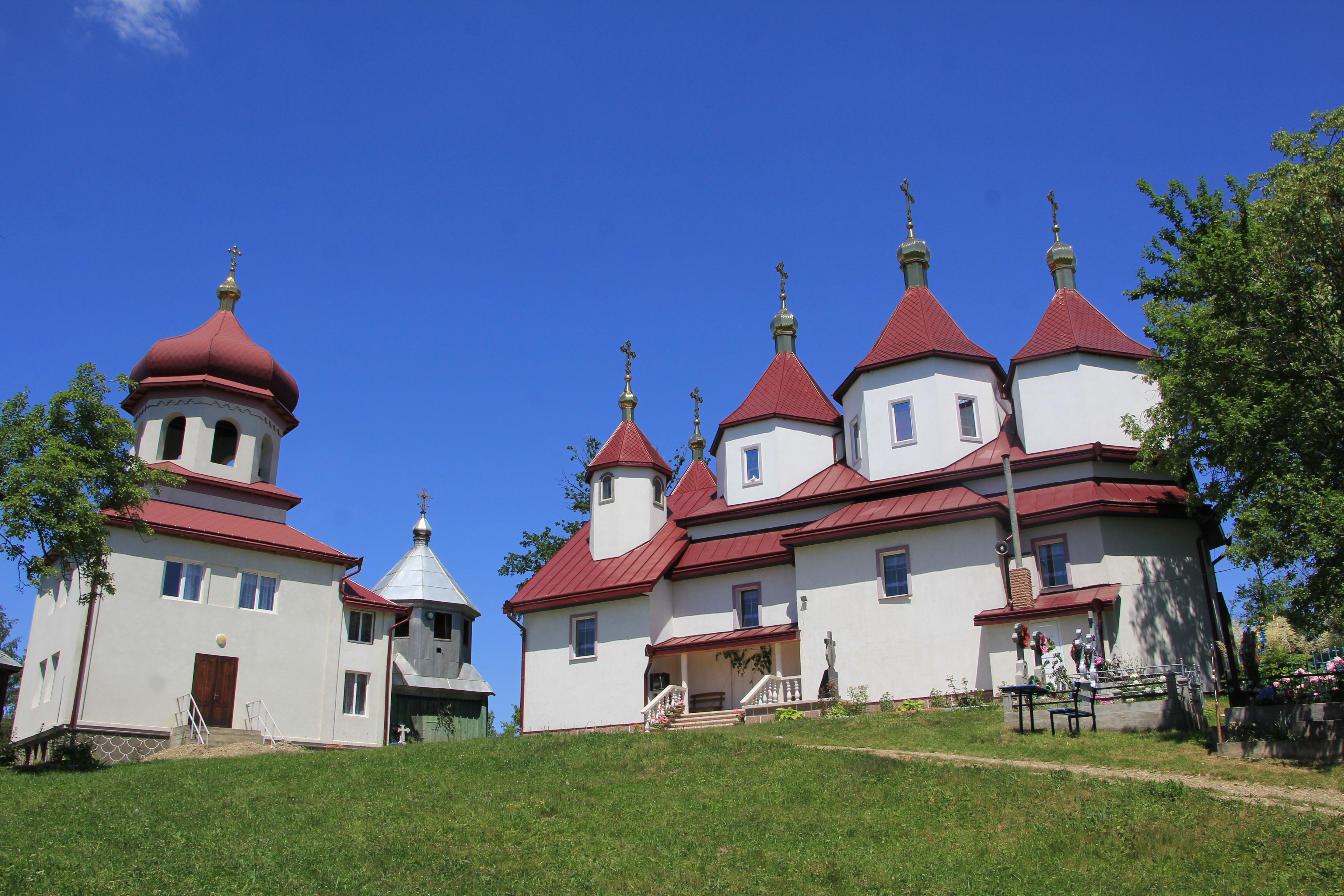
Дерев'яна церква Св. Дмитра 1821 с. Череш
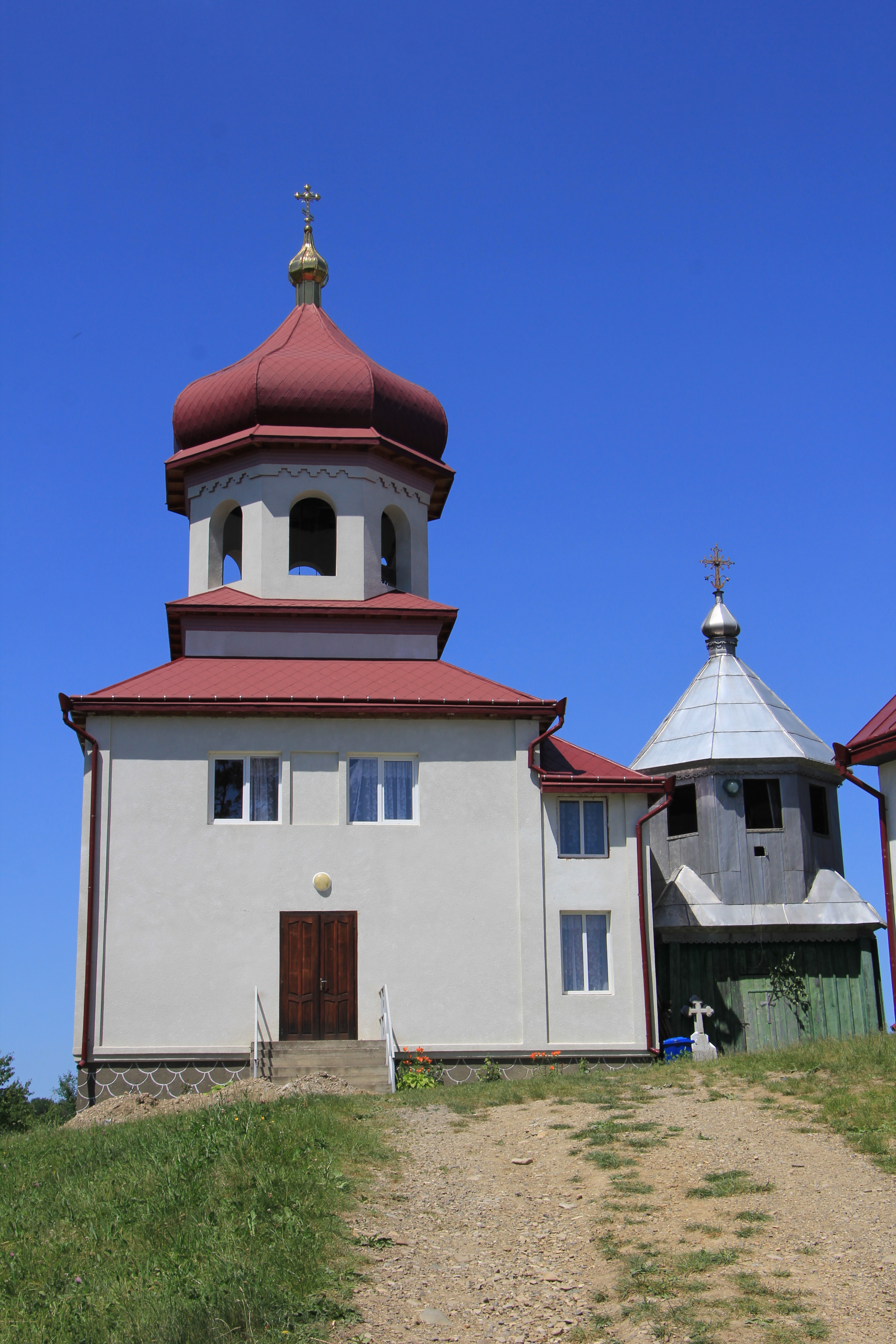
Дерев'яна церква Св. Дмитра 1821 с. Череш